# Queen of the Rodeo
Queen of the Rodeo – utwór amerykańskiego zespołu muzycznego Alice N’ Chains, spopularyzowany przez Alice in Chains, i wydany w 1988 na albumie demo The Treehouse Tapes. Autorem warstwy lirycznej jest Layne Staley, muzykę skomponował Jet Silver. Kompozycja w wersji albumowej trwa 3 minuty i 54 sekundy. Znana jest także koncertowa wersja, której czas trwania wynosi 4 minuty i 40 sekund. Utwór został zamieszczony na siódmej, przedostatniej pozycji na płycie, i należy do jednej z dłuższych kompozycji.

## Historia nagrywania
„Queen of the Rodeo” został napisany na przełomie jesieni i zimy 1986, w czasie, gdy Layne Staley występował w glam metalowym zespole Alice N’ Chains. Muzykę skomponował Jet Silver, ówczesny przyjaciel muzyka i wokalista hardrockowej formacji The Gang Bang. Tim Branom przyznał: „Oni siedzieli przy pianinie, a ja byłem razem z nimi w Music Bank. Była może druga lub trzecia nad ranem gdy ukończyli tę piosenkę. To było całkiem zabawne”.
Utwór w wersji studyjnej został zarejestrowany w 1988 przez Alice in Chains. Nagrania początkowo miały odbyć się w kompleksie sal prób Music Bank w Seattle, którym zarządzał Staley, jednak na jeden dzień przed planowanym rozpoczęciem, policja zamknęła studio. Miało to związek z handlem marihuaną. Był to największy handel tego typu w historii miasta i całego stanu. Sesja odbyła się w pomieszczeniu Treehouse w Issaquah, które było zaadaptowane na studio nagrań.

## Analiza
Autorem tekstu jest Staley. Warstwa liryczna ma charakter żartobliwy, i opowiada historię pewnego mężczyzny, którego ojciec opuścił, gdy ten miał 3 lata. Tekst uświadamia, że nie warto oceniać człowieka, jeśli w ogóle się go nie zna. „Queen of the Rodeo” cechuje się częstymi zmianami tempa. Zwrotki utworu wykonywane są w stonowanym stylu przypominającym country rock, które przerywane są dynamicznymi, utrzymanymi w klimacie glam metalu wstawkami. Kompozycja posiada także solo gitarowe. Styl śpiewu Staleya jest zróżnicowany. Zwrotki wykonywane są w spokojnej tonacji, natomiast w drugiej części, gdy utwór zyskuje na większej dynamiczności, wokal staje się bardziej intensywny.

## Wydanie
Studyjna wersja „Queen of the Rodeo” została zamieszczona na albumie demo The Treehouse Tapes. W październiku 1999 utwór, w wersji koncertowej, wszedł w skład retrospekcyjnego box setu Music Bank, składającego się z 48 utworów. W grudniu 2000 kompozycja, w tej samej wersji, została zamieszczona  na koncertowo-kompilacyjnym wydawnictwie Live. Nagranie zarejestrowane w ramach Facelift Tour, pochodzi z 5 listopada 1990 z Marquee Club w Dallas.

## Odbiór

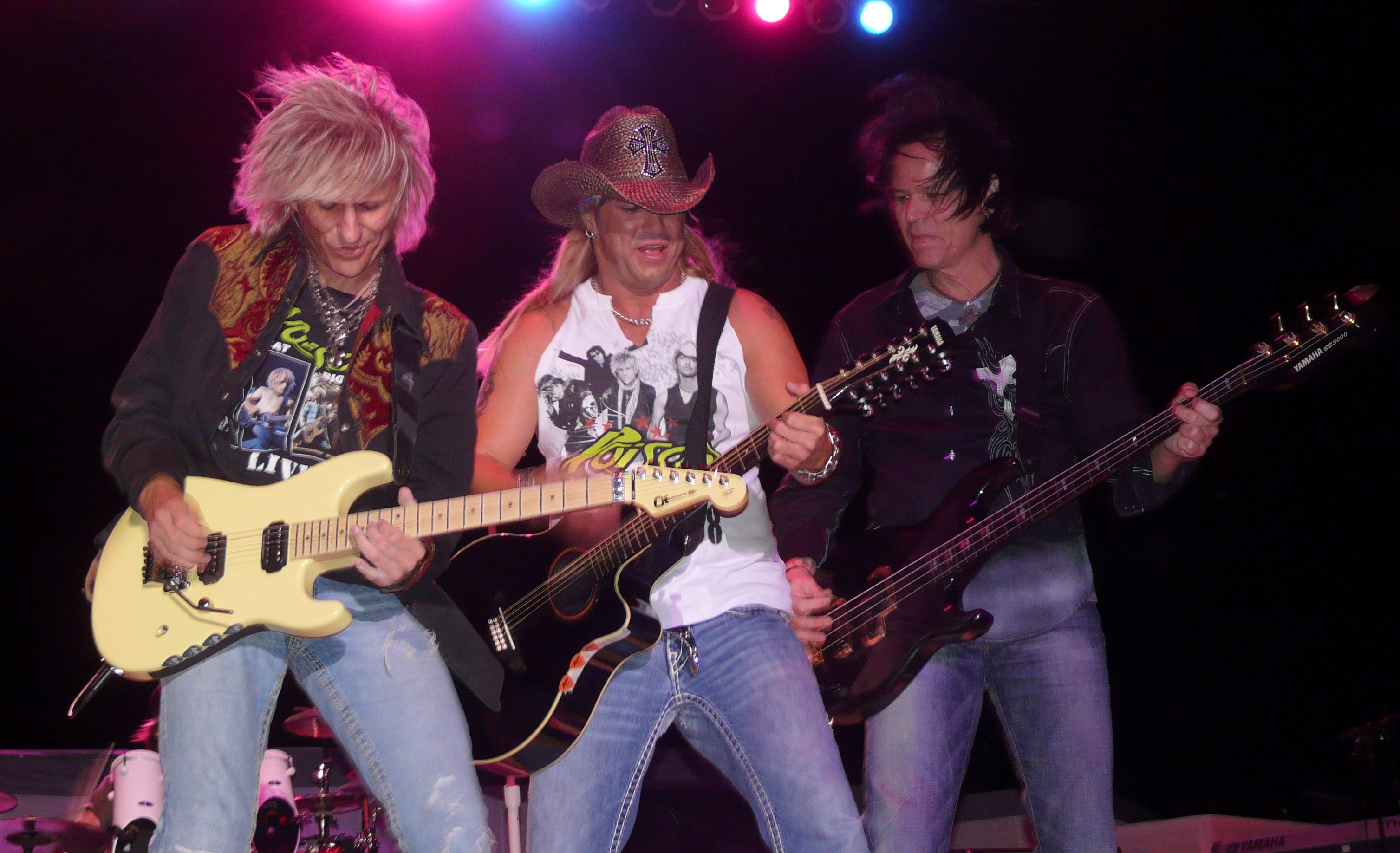
Brzmienie utworu nawiązywało do stylu glam metal i twórczości Poison

### Krytyczny
Nick Pollock, w jednym z wywiadów przyznał: „Graliśmy ten numer w Alice N’ Chains by zadowolić widownię ponieważ był on bardzo śmieszny”. W książeczce dołączonej do wydawnictwa Music Bank z 1999, gitarzysta Jerry Cantrell w następujący sposób wypowiedział się na temat utworu: „Ta piosenka w okresie kiedy zaczynaliśmy grać ze sobą, była bardzo znana. Pamiętam jak ludzie na koncertach czekali właśnie na nią. Piosenkę napisał Jet Silver, który był przyjacielem Layne’a z czasów Alice N’ Chains. Pamiętam też, że pierwszą stacją radiową która puściła ten utwór było lokalne KISW”. Dziennikarz Jeff Gilbert, w jednej z wypowiedzi dla książki Grunge Is Dead: The Oral History of Seattle Rock Music autorstwa Grega Prato, wspomniał, że „Queen of the Rodeo” było pierwszym przebojem początkującego zespołu Alice in Chains, a żartobliwy charakter utworu idealnie pasował do drwienia z samych siebie.
Jędrzej Sołtysiak z portalu rockmetal.pl, przy okazji recenzji albumu Live, napisał o utworze: „«Queen of the Rodeo» – ma posmak południa Stanów Zjednoczonych i brzmi jak… metalowe country. Wolniejsze country’owe elementy przeplatają się tu z metalowym brzmieniem i szybkością (wliczając w to niezłą solówkę zagrana pod koniec) – ciekawa hybryda”.

## Utwór na koncertach
„Queen of the Rodeo” zadebiutował na żywo 1 maja 1987 podczas występu Alice N’ Chains w Tacoma Little Theater. Muzycy często na scenie przebierali się i odgrywali role kowboi. Premierowe wykonanie przez Alice in Chains miało miejsce 15 stycznia 1988 w Kane Hall na Uniwersytecie Waszyngtońskim, w trakcie pierwszego koncertu zespołu. Na scenie gościnnie wystąpił Nick Pollock. Utwór regularnie prezentowany był na występach pod koniec lat 80. oraz podczas pierwszego cyklu koncertów 1989/1990 United States Tour. Pojawiał się także w ramach Facelift Tour, trwającego od 1990 do 1992. Ostatni raz został zgrany podczas występu w Paramount Theatre w Seattle 21 grudnia 1991.

## Personel
Opracowano na podstawie materiału źródłowego:
|  | Alice in Chains - Layne Staley – śpiew - Jerry Cantrell – gitara rytmiczna, gitara prowadząca, wokal wspierający - Mike Starr – gitara basowa - Sean Kinney – perkusja | Produkcja - Producent muzyczny: Alice in Chains - Management: Randy Hauser |